# 180 (liczba)
180 (sto osiemdziesiąt) – liczba naturalna następująca po 179 i poprzedzająca 181.

## W matematyce
- 180 jest liczbą Harshada[1]
- 180 jest liczbą praktyczną[2]
- 180 jest liczbą Ulama[3]
- 180 jest sumą sześciu kolejnych liczb pierwszych (19 + 23 + 29 + 31 + 37 + 41)
- 180 jest sumą ośmiu kolejnych liczb pierwszych (11 + 13 + 17 + 19 + 23 + 29 + 31 + 37)
- 1803 = 63 + 73 + 83 ... + 683 + 693
- 180 należy do dwudziestu trzech trójek pitagorejskich (19, 180, 181), (33, 180, 183), (75, 180, 195), (96, 180, 204), (108, 144, 180), (112, 180, 212), (135, 180, 225), (180, 189, 261), (180, 240, 300), (180, 273, 327), (180, 299, 349), (180, 385, 425), (180, 432, 468), (180, 525, 555), (180, 663, 687), (180, 800, 820), (180, 891, 909), (180, 1344, 1356), (180, 1615, 1625), (180, 2021, 2029), (180, 2697, 2703), (180, 4048, 4052), (180, 8099, 8101).

## W nauce
- liczba atomowa unoctnilium (niezsyntetyzowany pierwiastek chemiczny)
- galaktyka NGC 180
- planetoida (180) Garumna
- kometa krótkookresowa 180P/NEAT

## W kalendarzu
180. dniem w roku jest 29 czerwca (w latach przestępnych jest to 28 czerwca). Zobacz też co wydarzyło się w roku 180, oraz w roku 180 p.n.e.

## W miarach i wagach
- miara połowy okręgu
- suma kątów trójkąta
- liczba stopni Fahrenheita pomiędzy temperaturą zamarzania (32 °F) i temperaturą wrzenia (212 °F)

## W Biblii
- 180 lat żył Izaak (Rdz 35,28–29)